# Тарасовщина (Киевская область)
Тарасовщина (укр. Тарасівщина) — село, входит в Вышгородский район Киевской области Украины.
Население по переписи 2001 года составляло 363 человека. Почтовый индекс — 07350. Телефонный код — 4596. Занимает площадь 1,2 км². Код КОАТУУ — 3221882002.

## Местный совет
07300,, Київська обл., Вишгородський р-н, с.Гаврилівка, вул.Леніна,57, тел. 34-076  (укр.)